# Pegomya nigrisquama
Pegomya nigrisquama este o specie de muște din genul Pegomya, familia Anthomyiidae. A fost descrisă pentru prima dată de Stein în anul 1888.
Este endemică în Germania. Conform Catalogue of Life specia Pegomya nigrisquama nu are subspecii cunoscute.